# イギリス国鉄マーク4客車
イギリス国鉄マーク4客車 (Mark4, Mk.4) は、イギリス国鉄でイースト・コースト本線の電化により登場したインターシティ225用に設計した4番目の客車である。ロンドン - リーズ - エディンバラ間で運用される。

## 歴史・製造
1989年から1992年にかけて、バーミンガムにあるメトロキャメル（1989年5月に鉄道車両部門をアルストムに売却）のウォッシュウッド・ヒース工場で製造された。製造数は302両で、マーク2・マーク3と比較して少ない両数である。編成は客車9両と制御荷物車(Driving Van Trailer, DVT) 1両、91形電気機関車 (British Rail Class 91)で構成され、30編成が運用されている。
マーク3に比べいくつもの改良がなされ、特に手動ドアから押しボタン式のプラグドアに変更された事が大きい。バリアフリー対応も優先的に重視され、車椅子の回転がしやすい様デッキが拡張された。立席客の増加に対応すべく、デッキについて壁のカーペット化、照明の向上、ドアからの吹き込み改善、折畳み椅子などによる居住性改善が図られた。なお、イギリス国鉄の車両で採用されてきた、車内表示や車体表記に特徴的な鉄道アルファベット (Rail Alphabet) 字体は、本車では採用されていない。
マーク4の元となったAPT (Advanced Passenger Train、計画自体は中止) に改善点の多くが由来する。マーク4の内傾した斜体側面は、APTで不成功に終わった車体傾斜装置の将来的な設置を意図している。イギリス国鉄の当初計画ではイースト・コースト本線の電化に続きウェスト・コースト本線でもマーク4を用いる予定だったが、インターシティー250 (InterCity 250)計画の予算獲得に失敗したことから、90形電気機関車を既存の機関車の補完用に発注したに留まった。
車体はマーク3客車同様に耐衝撃性に優れたモノコック構造を採用しており、専門家によれば、ハットフィールドおよびグレートヘック (Great Heck) で死者が少なかった主な要因が一体構造の車体であると評している。
158形・159形気動車は外見こそマーク4に類似するが、車体設計では準じていない。
マーク2、3と異なり、マーク4はアイルランド鉄道では採用されなかった。2006年半ばに登場したアイルランド鉄道マーク4客車は、スペインCAF製プッシュプル客車で、設計が異なる。
カナダのVIA鉄道では、マーク4客車の派生型を都市間列車及び寝台列車として運用している。中止されたヨーロッパでのナイトスター列車用車輌の転用であり、カナダ向け改造はボンバルディア・トランスポーテーションが担当した。

## 更新工事

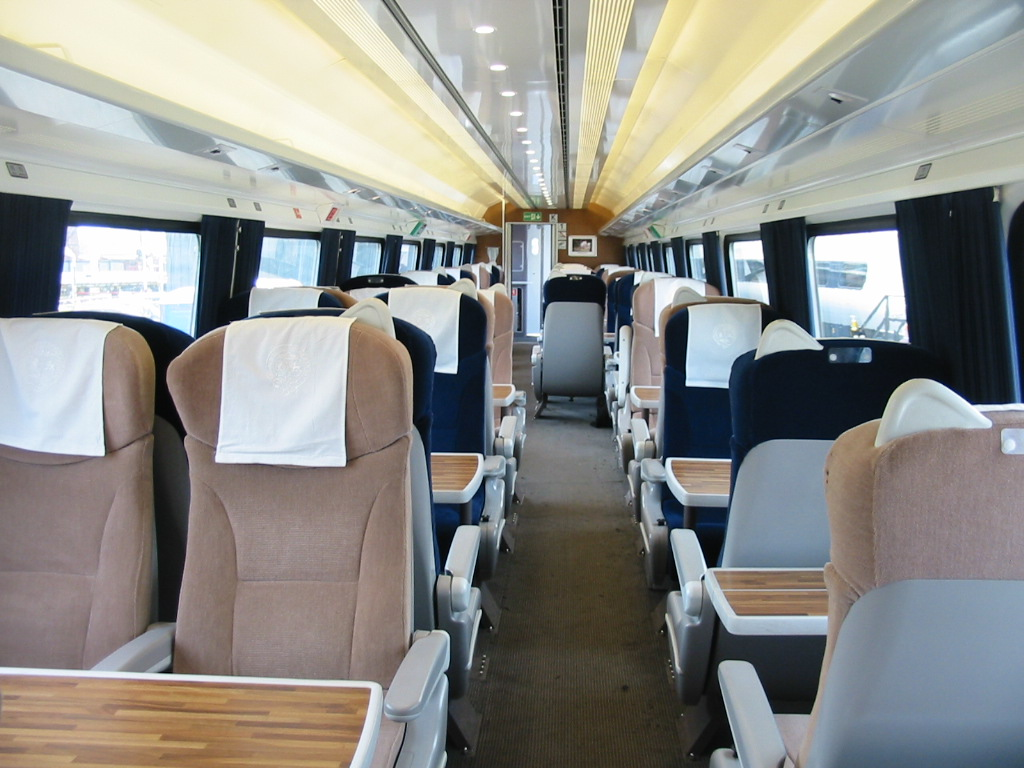
アコモデーション改造後の一等客車内

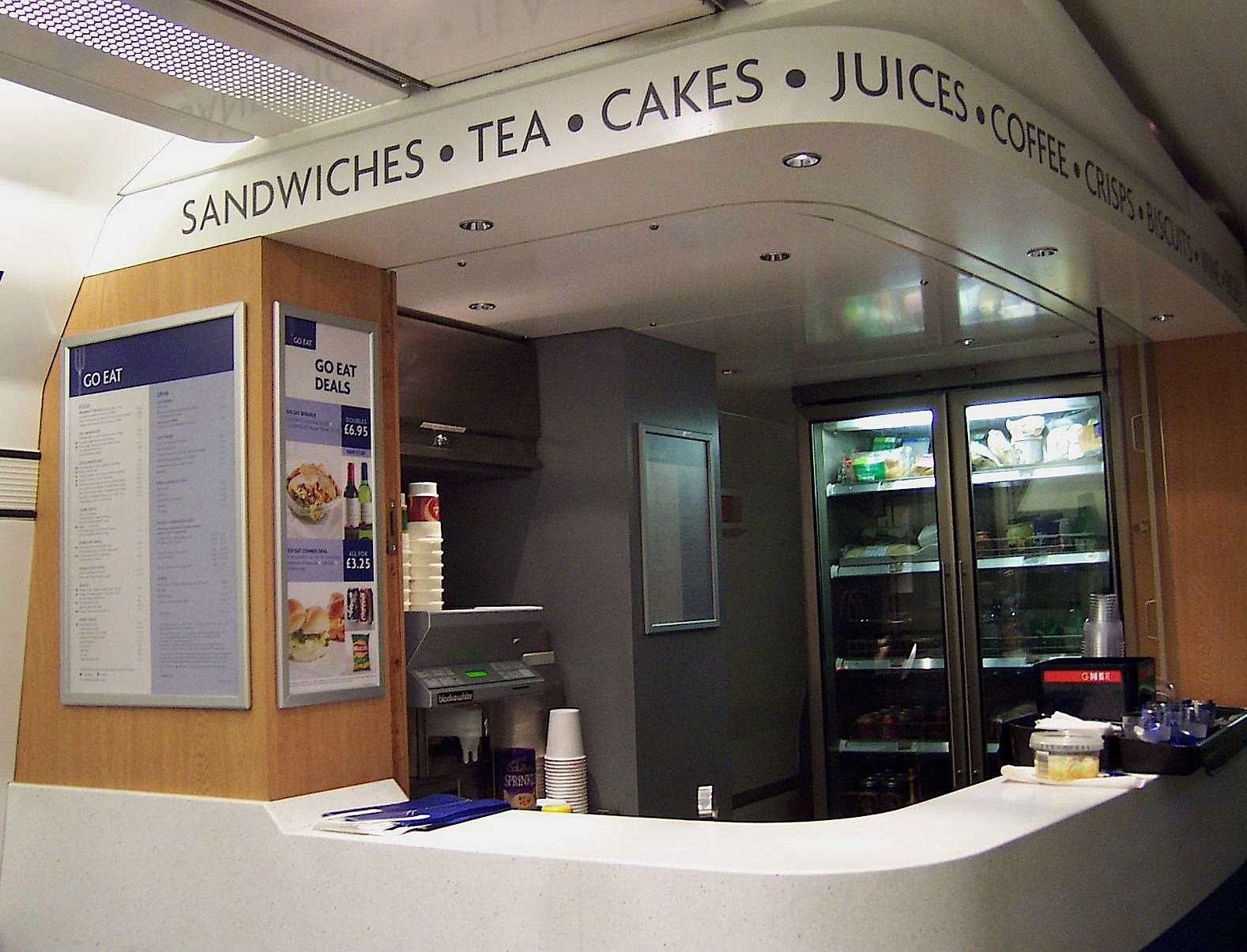
アコモデーション改装後のビュッフェ車（RSM）のカフェバー

2003年後半から2006年4月にかけ、かつてのフランチャイズオーナーである グレート・ノース・イースタン・レイルウェイ (GNER) とボンバルディアは、「マラード計画」の名のもとマーク4客車の改修を行った。改修作業の進行中、改修済車輌を用いた列車は「マラード」として未改修車による列車と区別された。「マラード」の名称は、GNER の「前身」であるロンドン・アンド・ノース・イースタン鉄道が1930年代に製造した蒸気機関車の速度世界記録保持機、マラードに因む。
マラード改修により、マーク4客車には新しい座席とカーペットによる内装が施されるとともに、全席に電源コンセントが設置された。デッキの折畳み席は撤去され、代わりにとまり木タイプのが設置された。また、ビュフェ車は方向転換の上半車が普通席に改造された。車椅子幅のドアが設置されるとともに、編成全体での座席数が増やされた。
ビュフェ車はヴァージンが220形「ボイジャー」や390形「ペンドリーノ」で展開した「ショップ」コンセプトに似たスタイルの「カフェバー」に改装された。しかし、GNER の品揃えはヴァージン・トレインズよりも限定されており、たとえば CD や雑誌は販売していない。
GNERは2003年12月から無線インターネット接続を試験導入し、2004年4月からは実運用を開始してイギリスでのこの種のサービスの最初のものとなった。現在では全てのマラード編成で 802.11b/g 無線LANによるインターネット接続が可能である。料金は当初一等車で無料、普通車では有料だった。2007年12月9日のナショナル・エクスプレス・イースト・コースト（NXEC）による新フランチャイズとしての運行の開始後は、全席無料となった。

## 運行会社の変遷
NXECへの移管後の塗装は、GNER時代の塗装の横帯を赤から白に変更し、その上にNXECのロゴを描いただけの暫定塗装とされた。NXECは運行開始から2年ほど後の2009年11月13日付でイースト・コースト本線の列車運行から撤退した為、マーク4客車がNXECの制式塗装を纏うことは無かった。
イースト・コースト移管後は、当初はNXEC時代の塗装を基に、白帯上に描かれたNXECのロゴをイースト・コーストのものに書き換えただけの暫定塗装であったが、後にGNER/NXEC時代とは一線を画する、白基調の塗装に変更された。ヴァージン・トレインズ・イースト・コーストへの移管後は、ヴァージングループの赤白塗装が採用された。

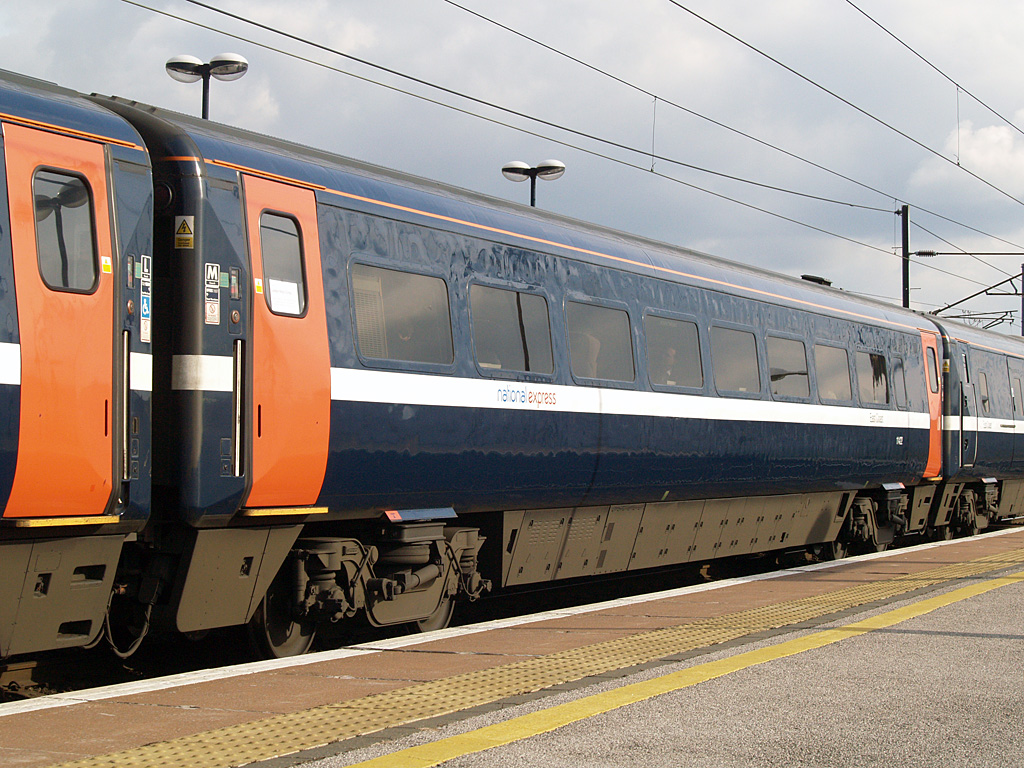
NXEC時代の塗装
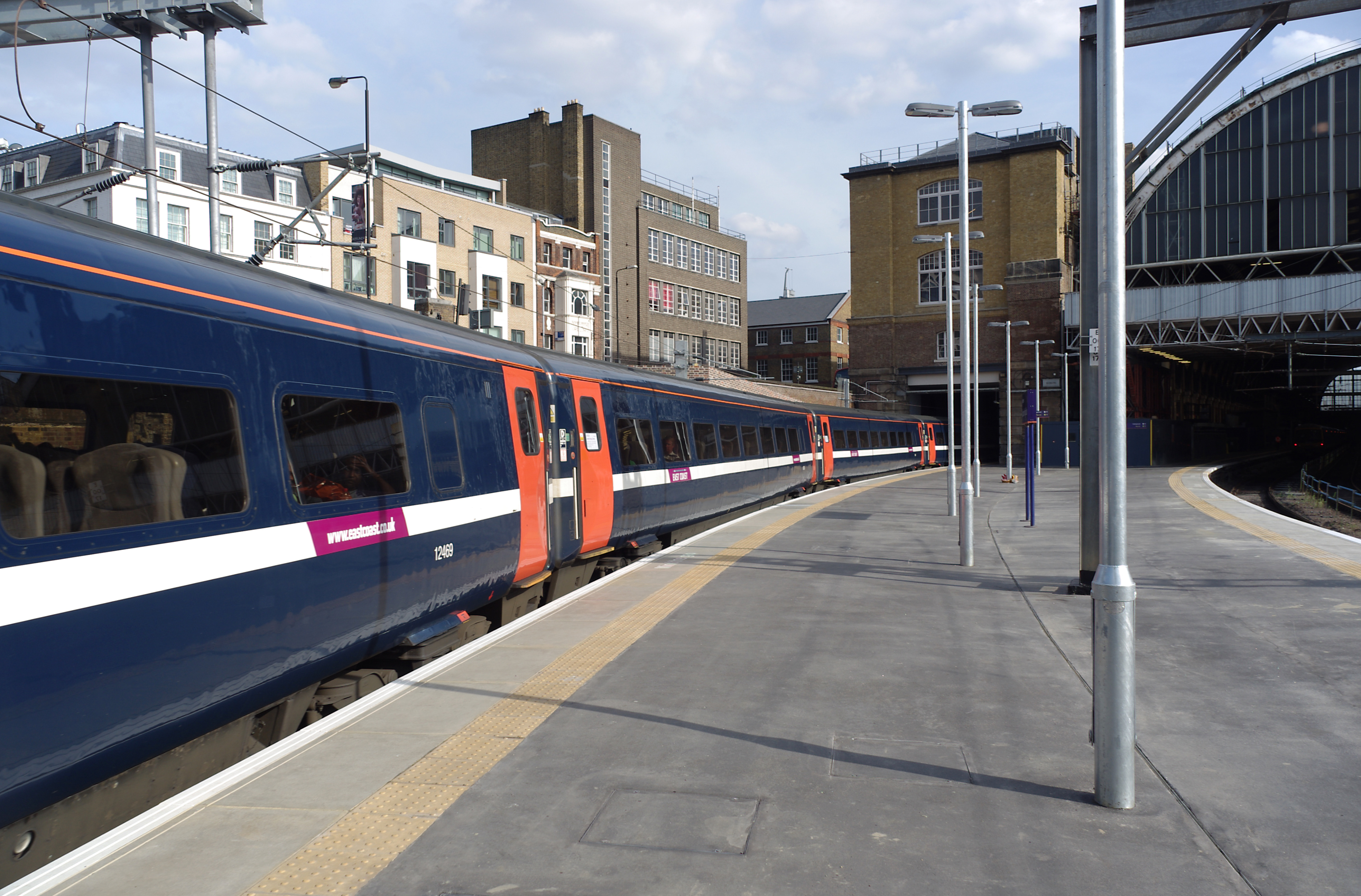
イースト・コースト運行開始直後の塗装
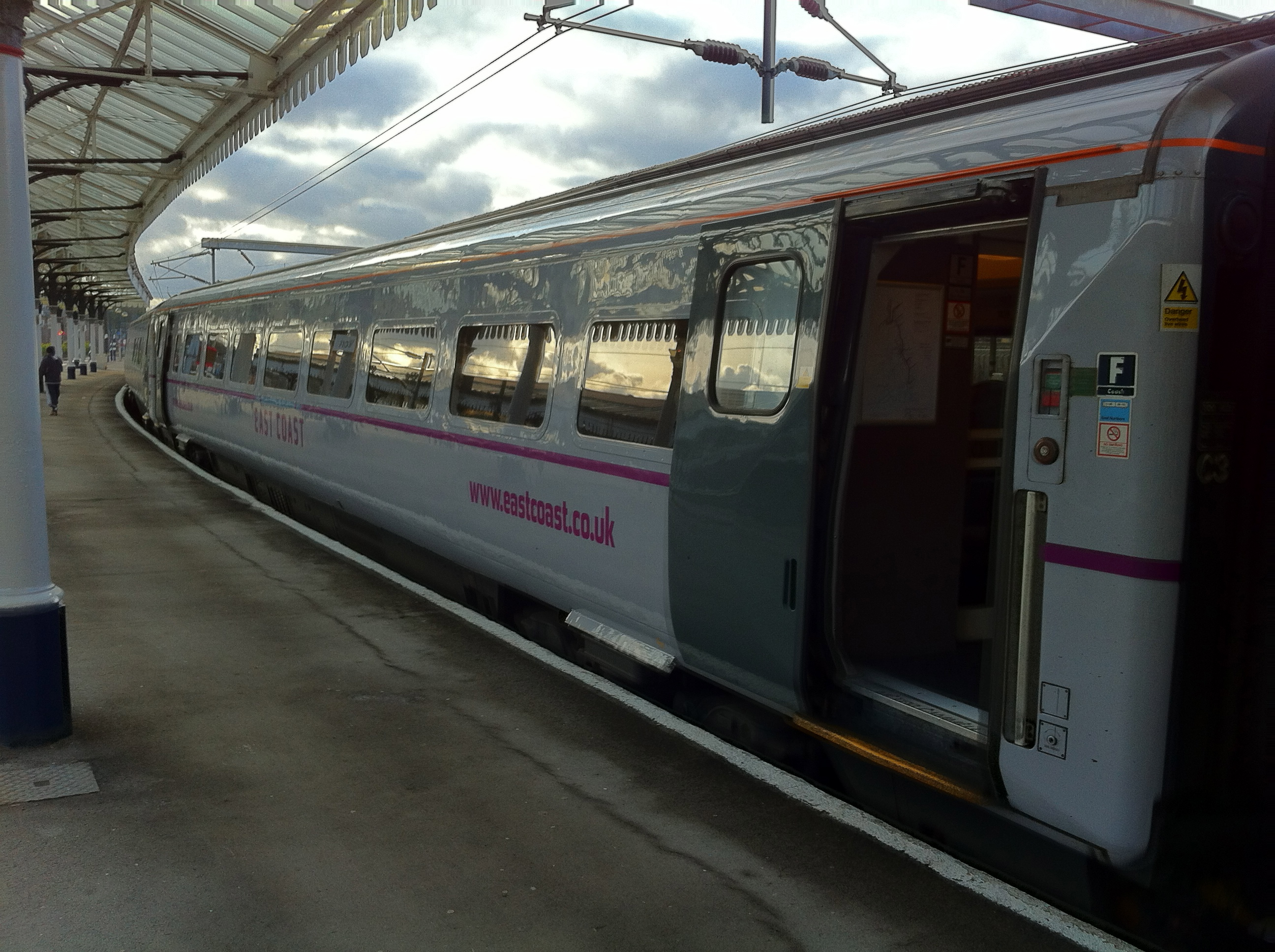
イースト・コーストの塗装
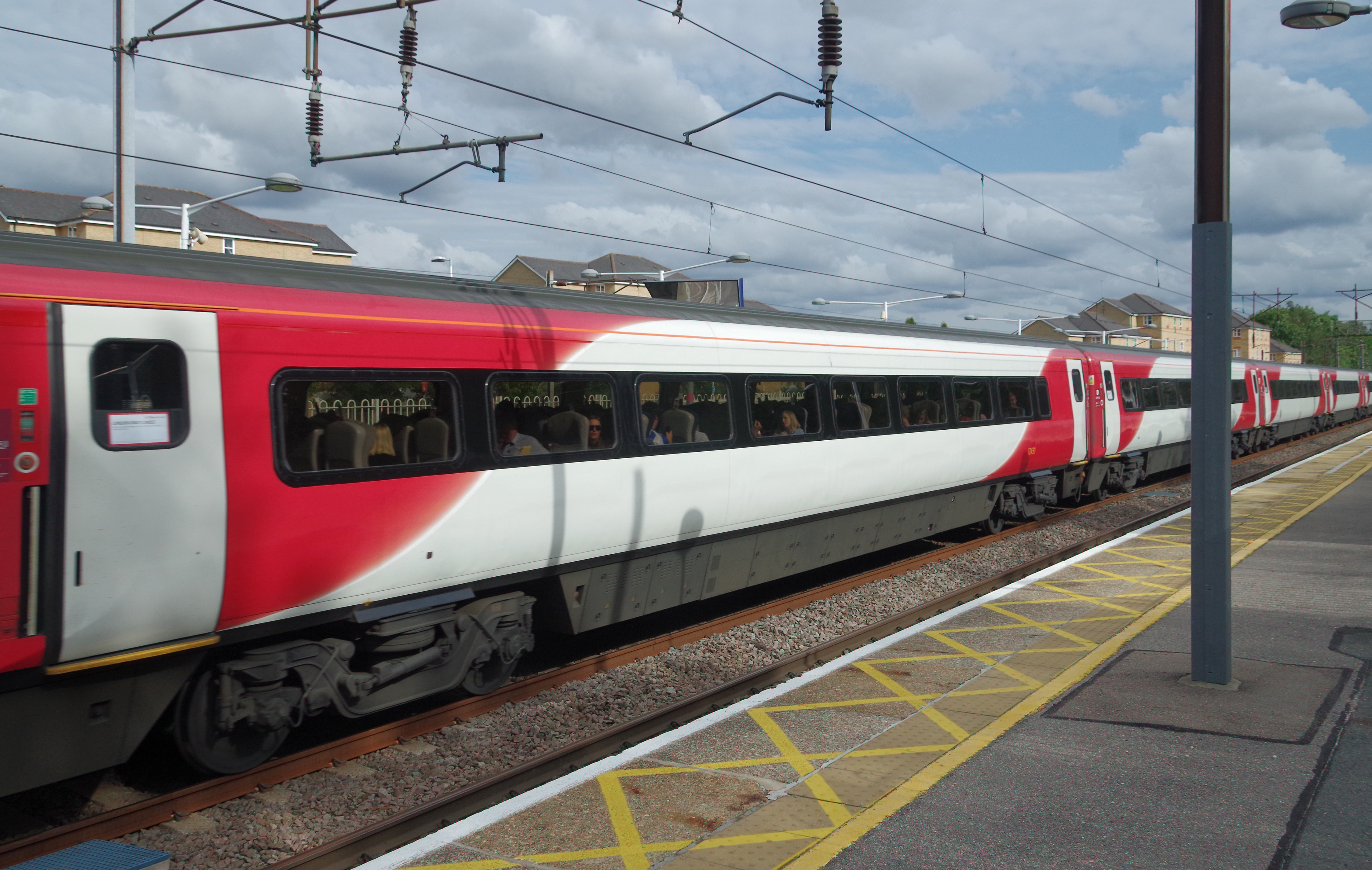
ヴァージン・トレインズ・イースト・コーストの塗装